# Untere Argen
Untere Argen – rzeka w południowych Niemczech, w krajach związkowych Badenia-Wirtembergia i Bawaria. Poprzez Argen, a następnie Jezioro Bodeńskie uchodzi do Renu. Źródło rzeki leży na zachód od Missen-Wilhams. Z kolei ujście rzeki znajduje się w mieście Wangen im Allgäu, gdzie rzeka wpływa do Argen. Rzeka przepływa m.in. przez Wangen im Allgäu, Isny im Allgäu. Liczy 55 km.